# Marland SARL
Marland SARL war ein französischer Automobilhersteller.

## Unternehmensgeschichte
Das Unternehmen aus Les Mureaux mit Filiale in Issy-les-Moulineaux begann 1969 mit der Produktion von Automobilen. Der Markenname lautete Marland. 1982 endete die Produktion.

## Fahrzeuge

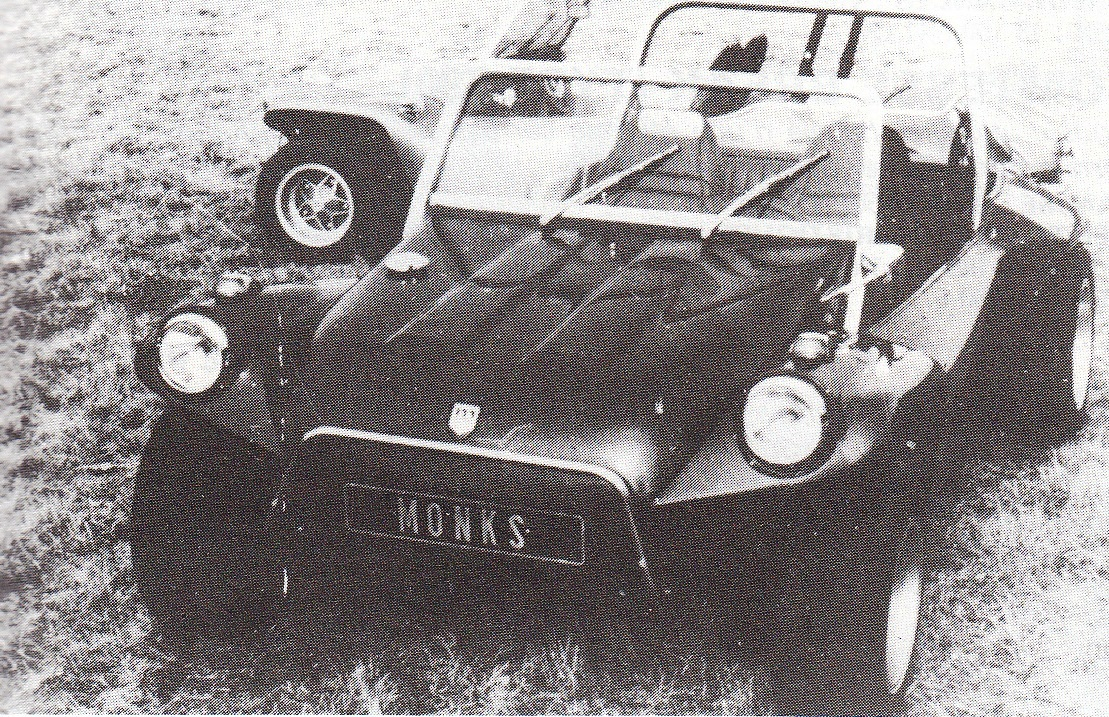
Marland Monks (1981)

Hergestellt wurden im Hauptwerk Buggys auf Fahrgestellen vom VW Käfer, die auch als Kit erhältlich waren. Die Filiale stellte auf Renault-Basis Coupés und auf Citroën-2-CV-Basis Oldtimernachbauten her.